# Trio per a piano núm. 5 (Beethoven)
El Trio per a piano núm. 5 en re major, Op. 70 núm. 1, de Ludwig van Beethoven, és un de les dues obres per a piano, violí i violoncel del conjunt Trios per a piano, Op. 70. Fou compost entre 1807 i 1808 i dedicat, conjuntament amb el Trio per a piano núm. 6, a la comtessa Maria von Erdödy, gran amiga del compositor; amb la dedicatòria li agraeix la seva hospitalitat. Fou publicat l'any 1809.
Hi ha diferents hipòtesis per explicar la denominació popular de Trio dels fantasmes o Trio Fantasma (en alemany, Geister-Trio): podria ser per l'estranya orquestració i l'ambient lúgubre que s'observa en el segon moviment, Largo assai ed espressivo. A més, s'ha descobert que el tema utilitzat per Beethoven en aquest moviment estava destinat inicialment per a l'escena de bruixes de l'òpera Macbeth que el compositor estava component.
Compost deu anys després del núm. 4, el Trio dels fantasmes va ser contemporani de la Simfonia núm. 5 i de la Simfonia Pastoral. Es tracta d'un dels trios per a piano més famosos del compositor, com el Trio a l'Arxiduc, dedicat a l'arxiduc Rodolf que semblava que rebria la dedicatòria del Geister-Trio. ETA Hoffmann el tenia en una gran estima i en va fer elogis, així com el de l'opus 70 núm. 2, a l' Allgemeine musikalische Zeitung l'any 1813. Així mateix, Jean Witold considerava l'op.70 com a dues obres que havien d'ocupar una lloc a part dins la producció de Beethoven i els concedia un rang privilegiat.
Consta de tres moviments i la seva execució dura uns 23 minuts :
1. Allegro vivace e con brio, en re major (compàs 3/4)
2. Largo assai ed espressivo, en re menor (compàs 2/4)
3. Presto, en re major (compàs 4/4) ()